# Єлове (Калінінградська область)
Єлове (рос. Еловое) — селище Гусєвського району, Калінінградської області Росії. Входить до складу Михайловського сільського поселення.
Населення —  125 осіб (2015 рік). 

## Населення
| 2002 | 2010 |
| ---- | ---- |
| 125  | →125 |